# Any Other Day (песма Хилари Даф)
Any Other Day је четрнаести званично објављен сингл америчке певачице Хилари Даф. Написала је песму, уз помоћ Џонатана Глацера и Роберта Лоусона, за време снимања филма What Goes Up. Песма је објављена на саундтреку за овај филм. Песма је објављена првобитно на Ајтјунсу 20. априла 2009. године. На радио-станице је послата 11. маја 2009. године.